# Église Saint-Léger de Marieux
L'église Saint-Leger de Marieux est située au centre du village de Marieux dans le département de la Somme, au nord d'Amiens.

## Historique
L'église actuelle de Marieux a été construite en 1828.

## Caractéristiques

### Extérieur
L'église de style néo-classique, construite en pierre calcaire, est de forme parallélépipédique et terminée par une abside à trois pans. Sa très grande sobriété architecturale est caractérisée par une façade aveugle percée d'un portail surmonté d'un entablement. Au dessus du portail, une niche abrite une statue de saint Léger. Dans la partie supérieure de la façade se trouve une horloge surmontée d'un sobre fronton triangulaire. Au dessus un clocher quadrangulaire surmonté d'une croix, domine l'édifice. 
L'église est éclairée de chaque côté par trois fenêtres latérales et deux baies pour le chœur.

### Intérieur
L'église conserve quelques œuvres d'art protégées en tant que monuments historiques au titre d'objet :
- une statue de la Vierge à l'Enfant en bois blanchi du XVIe siècle inscription du 3 décembre 1993[1] ;
- deux vases en faïence d'époque Louis XVI (XVIIIe siècle)[2] ;
- un baiser de paix du XIXe siècle, en bronze argenté[3] ;
- un tableau de 5,5 x 3,5 m, Le Christ à la croix, réalisé soit par Jean Aubéry, en 1844[4], soit par Henri Lehmann ou un de ses élèves au XIXe siècle[5]. Ce tableau aurait été offert par la famille Le Caron de Chocqueuse. À la suite de son inscription en tant que  monument historique au titre d'objet en 2021[6], la commune de Marieux, vu le mauvais état de conservation de l'œuvre, a décidé de la faire restaurer.